# Piaszczyce
Piaszczyce – wieś w Polsce, położona w województwie łódzkim, w powiecie radomszczańskim, w gminie Gomunice.
W latach 1975–1998 miejscowość administracyjnie należała do województwa piotrkowskiego.

## Integralne części wsi
| SIMC    | Nazwa              | Rodzaj    |
| ------- | ------------------ | --------- |
| 0539638 | Marianka           | część wsi |
| 0539644 | Piaszczyce-Kolonia | część wsi |

## Ludność
Według danych zawartych w ewidencji ludności w roku 2011 Piaszczyce zamieszkiwało 236 osób.

## Zabytki
Według rejestru zabytków Narodowego Instytutu Dziedzictwa na listę zabytków wpisany jest obiekt:
- park dworski, 2 poł. XIX w., nr rej.: 386 z 14.11.1987